# Brandenburger Köpfe
Das Image-Portal Brandenburger Köpfe der Staatskanzlei des Landes Brandenburg stellt Persönlichkeiten dar, deren Lebenswege in Brandenburg begannen, endeten oder die märkische Geschichte querten. Das am 28. Dezember 2012 vom Ministerpräsidenten Matthias Platzeck freigeschaltete Portal umfasst 2017 rund 500 historische und zeitgenössische Persönlichkeiten aus Architektur, Film, Innovation, Literatur, Kunst, Medien, Musik, Politik, Religion, Sport, Wirtschaft und Wissenschaft. Das Portal erhebt keinen Anspruch auf Vollständigkeit.

## Personen

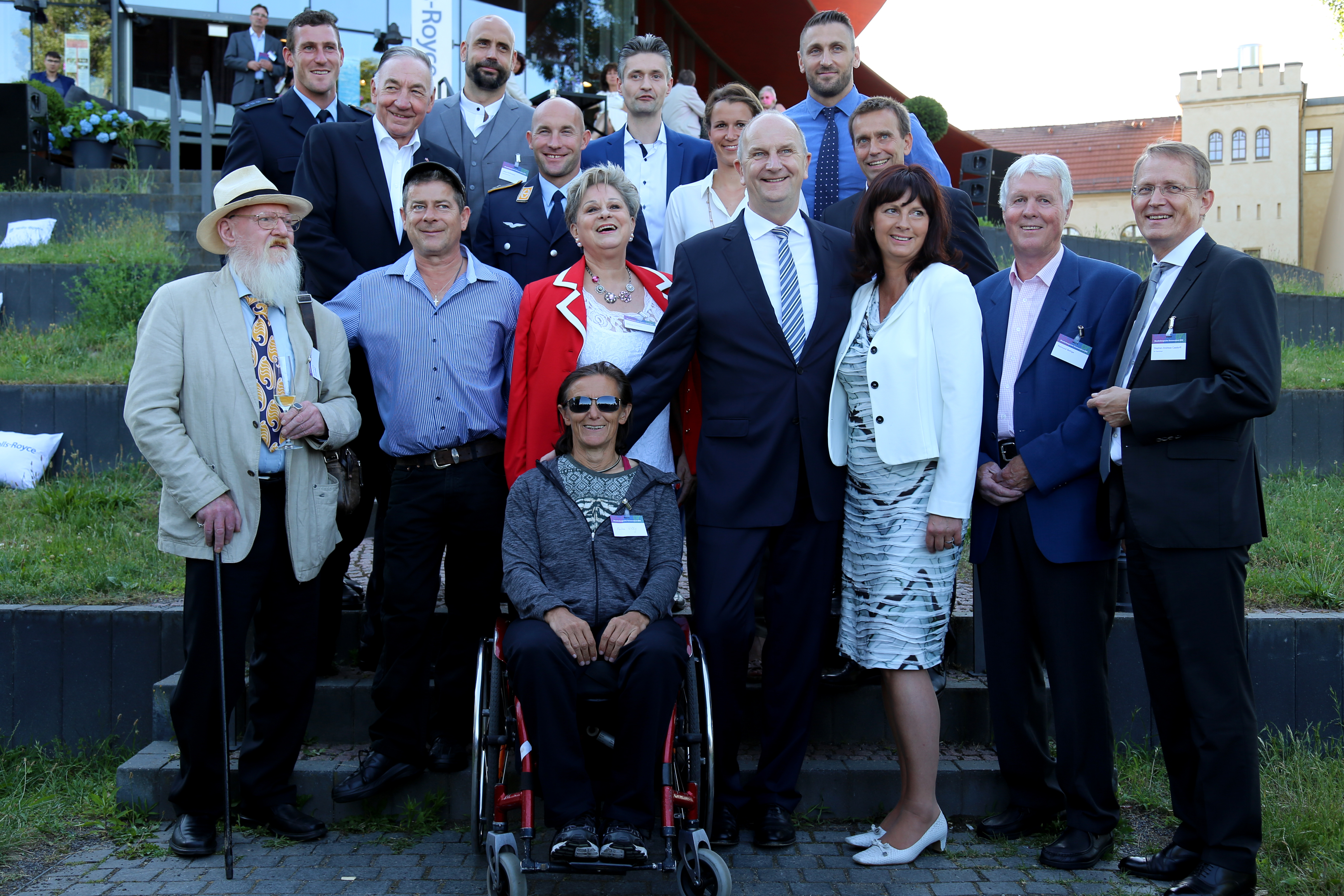
Treffen Brandenburger Köpfe während des Sommerabends der Landesregierung Brandenburg in Potsdam

„Brandenburger Köpfe“ sind die Boxer Henry Maske, Axel Schulz und Manfred Wolke. Aber auch Geistesgrößen wie Albert Einstein und Wilhelm von Humboldt oder Mächtige von einst wie Albrecht I. (Albrecht der Bär), Friedrich Wilhelm von Brandenburg (der „Große Kurfürst“), Friedrich II. (der „Alte Fritz“) und Königin Luise. Angela Merkel, Manfred Stolpe und andere Minister von einst und jetzt gehören zu den „Brandenburger Köpfen“,  ebenso wie Schriftsteller – von Gerhart Hauptmann und Günter de Bruyn bis zu  Juli Zeh. Auch die Schauspielerschwestern Anja Kling und Gerit Kling, die „Tatort“-Kommissare Jörg Hartmann und Fabian Hinrichs, die Regisseure Andreas Dresen und Volker Schlöndorff, das Model Franziska Knuppe und ihr Entdecker Modedesigner Wolfgang Joop, der TV-Moderator Günther Jauch, Countertenor Jochen Kowalski und SAP-Gründer Hasso Plattner sind „Brandenburger Köpfe“. Das Portal weist  auch darauf hin, dass Schauspielerin Anna Loos aus der Havelstadt Brandenburg und DJ Paul van Dyk aus Eisenhüttenstadt stammen. Auch die Stimmen der Interpreten von Pack die Badehose ein (Cornelia Froboess) und „Ein Bett im Kornfeld“ (Jürgen Drews) erklangen zuerst in der Mark.

## Auswahl
Vorschläge kommen aus der Bevölkerung, aus Vereinen und Institutionen. Aber auch Medienbeiträge liefern Anregungen für Recherchen. Über Aktivitäten der „Brandenburger Köpfe“, ihr soziales Engagement, über sportliche und künstlerische Erfolge sowie Aktionen um diese Persönlichkeiten wird auf der Webseite aktuell informiert und darüber hinaus in einem etwa vierteljährlich erscheinenden Newsletter berichtet.